# رايموند وولف
رايموند وولف (بالهولندية: Raymond Wolff) (30 يناير 1987 بفليسنجن في هولندا - ) هو لاعب كرة قدم هولندي في مركز الوسط. شارك مع منتخب سينت مارتن لكرة القدم. أما مع النوادي، فقد لعب مع نادي هويك ‏.

## وصلات خارجية
- رايموند وولف على موقع قاعدة بيانات كرة القدم.إي يو (الإنجليزية)
- رايموند وولف على موقع ناشيونال فوتبول تيمز (الإنجليزية)
- رايموند وولف على موقع Soccerway.com (الإنجليزية)